# Белградский университет
Белградский университет (серб. Универзитет у Београду) — крупнейший университет в Сербии.

## История
Университет был основан в 1808 году как Белградская высшая школа. 27 февраля 1905 года королевским указом был преобразован в университет. Интенсивный рост университета наблюдался после Второй мировой войны.
В 1990-е годы университет (как студенты, так и преподаватели) был одним из центров оппозиции Слободану Милошевичу. После «бульдозерной революции» университет получил бо́льшую автономию, а также начал присоединение к Болонскому процессу.

## Структура
В настоящее время в университете насчитывается 31 факультет.
- Архитектурный
- Безопасности[англ.]
- Биологический[серб.]
- Ветеринарный[серб.] — издаёт журнал Ветеринарски гласник
- Географический
- Горного дела и геологии[серб.]
- Лесной[серб.]
- Математический
- Машиностроительный[серб.]
- Медицинский
- Организационных наук[серб.]
- Педагогический[серб.]
- Политических наук[англ.]
- Православный богословский
- Сельскохозяйственный[серб.]
- Специального образования и реабилитации[серб.]
- Спорта и физкультуры[серб.]
- Стоматологический[серб.]
- Строительный[серб.]
- Технических наук (в городе Бор)
- Технологии и металлургии[серб.]
- Транспортный
- Фармацевтический[серб.]
- Физический[серб.]
- Физической химии[серб.]
- Филологический[англ.]
- Философский[англ.]
- Химический
- Экономический[англ.]
- Электротехнический[англ.]
- Юридический[англ.]

## Галерея

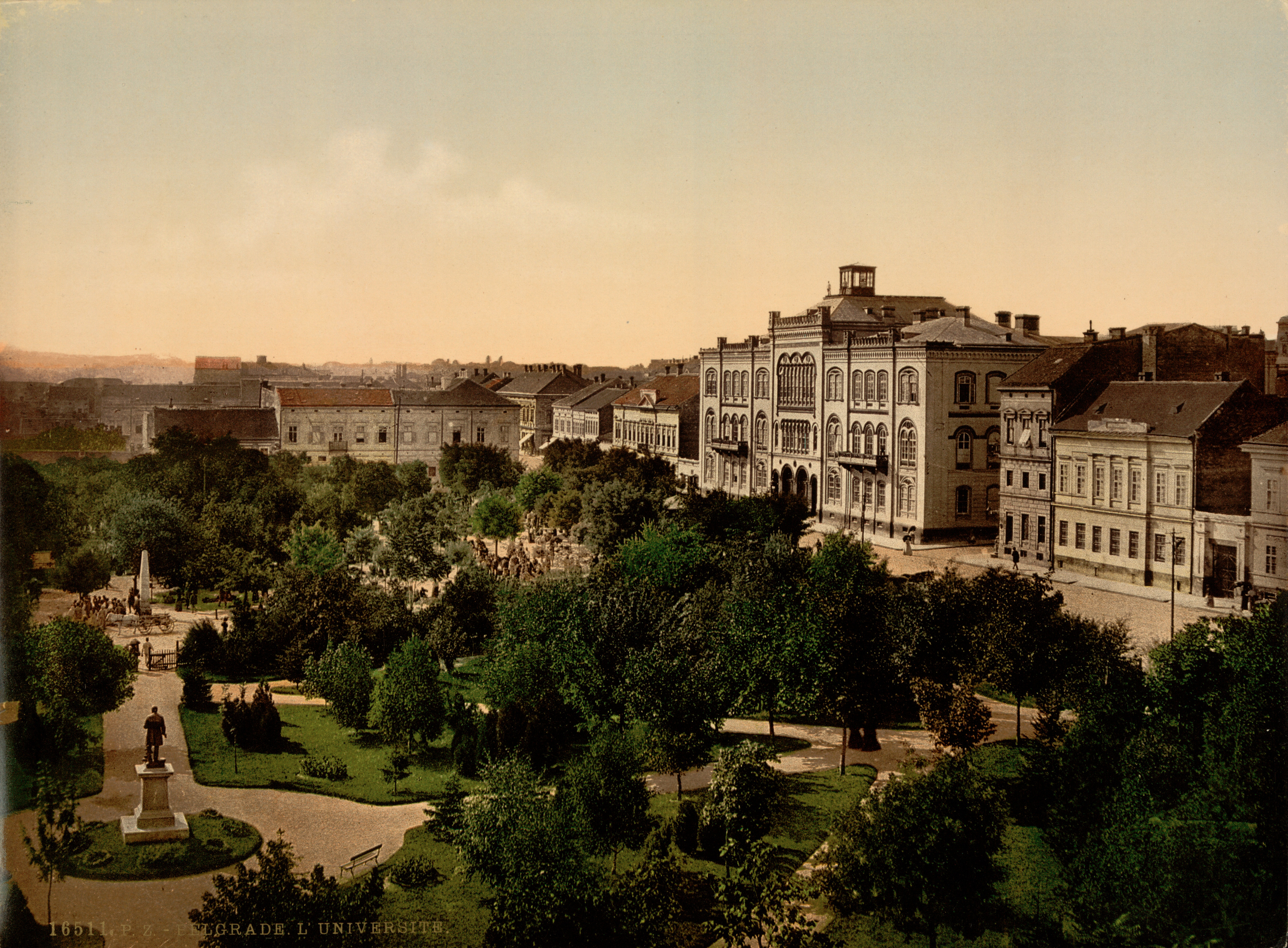
Здание университета ок. 1890 года
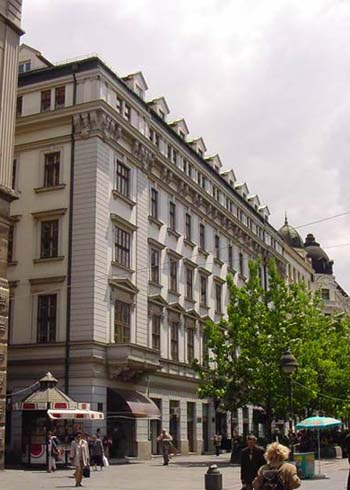
Филфак
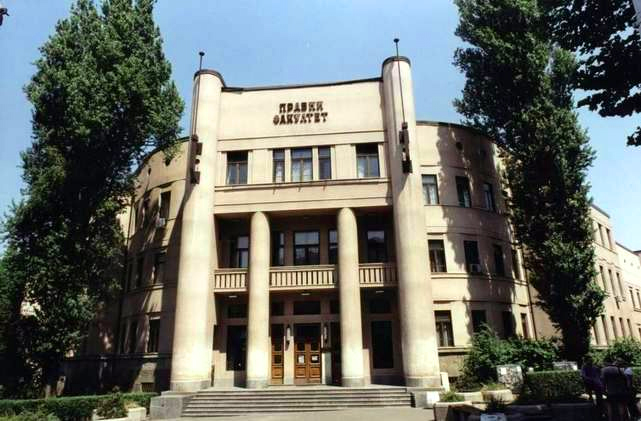
Юрфак
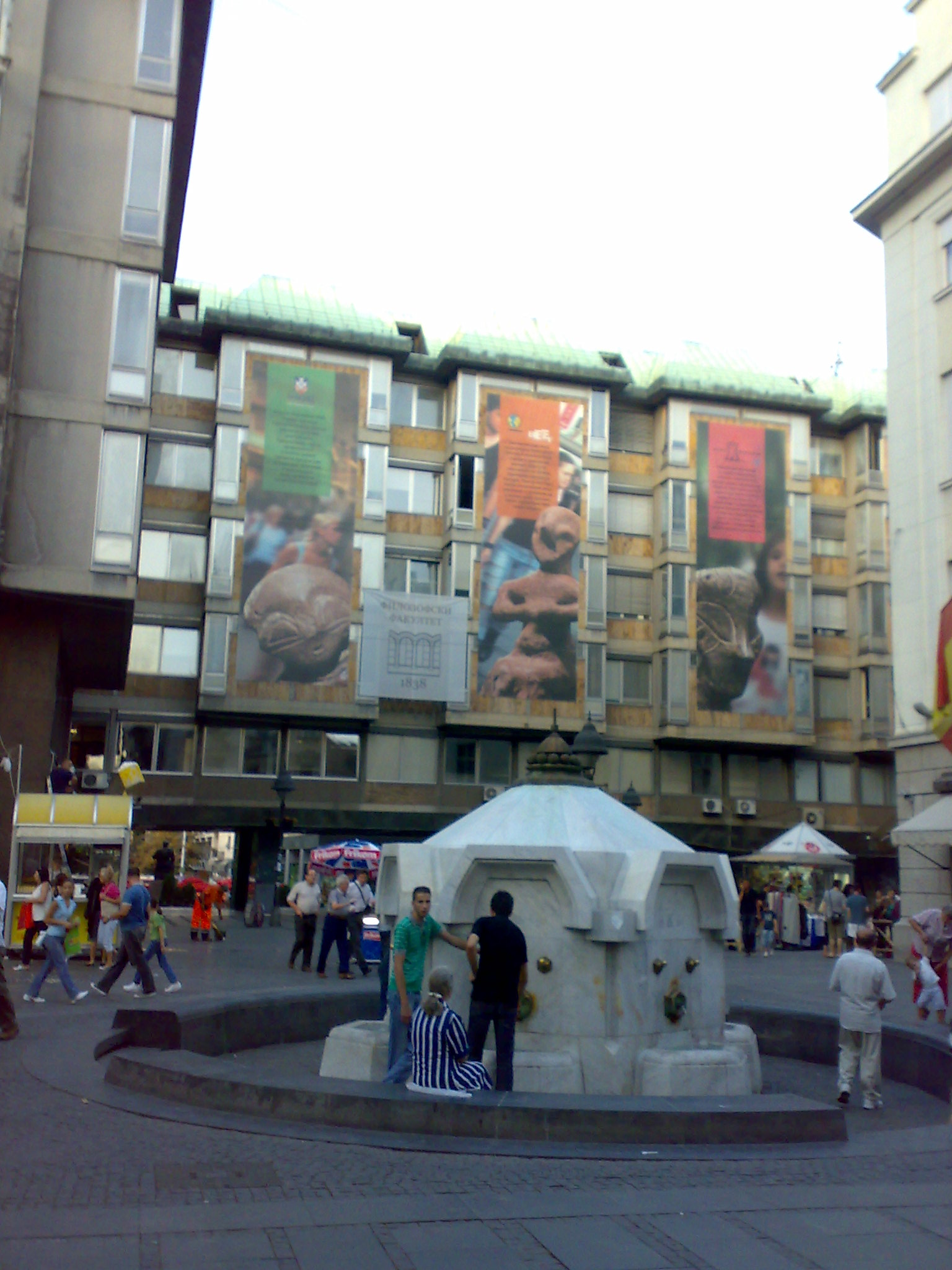
Внутренний двор филфака